# Индо-малайски лопатоопашат гекон
Индо-малайските лопатоопашати гекони (Gekko kuhli), наричани също летящи гекони на Кул, са вид влечуги от семейство Геконови (Gekkonidae).
Разпространени са в екваториалните гори на полуостров Малака и Малайския архипелаг, като живеят по високи дървета, най-често на височина над 10 метра от земята. Имат защитна окраска и кожни израстъци по тялото, които им помагат да се сливат визуално с кората на дърветата. Могат да планират на кратки разстояния.